# Gospoda Pod Trzema Koronami w Grodkowie
Gospoda Pod Trzema Koronami w Grodkowie – zabytkowy dom w mieście Grodków. 
Dom wybudowany w XVI/XVII w., przebudowywany w XVIII/XIX, XX w. Nad wejściem fronton z datą 1776 i trzema herbami: biskupa wrocławskiego z głową św. Jana Chrzciciela (tarcza sercowa), bpa Andreasa Jeriny (ks. bpa nyskiego) oraz rodzinnym burmistrza Valentina Hiltbrandta (zm. 1611). 

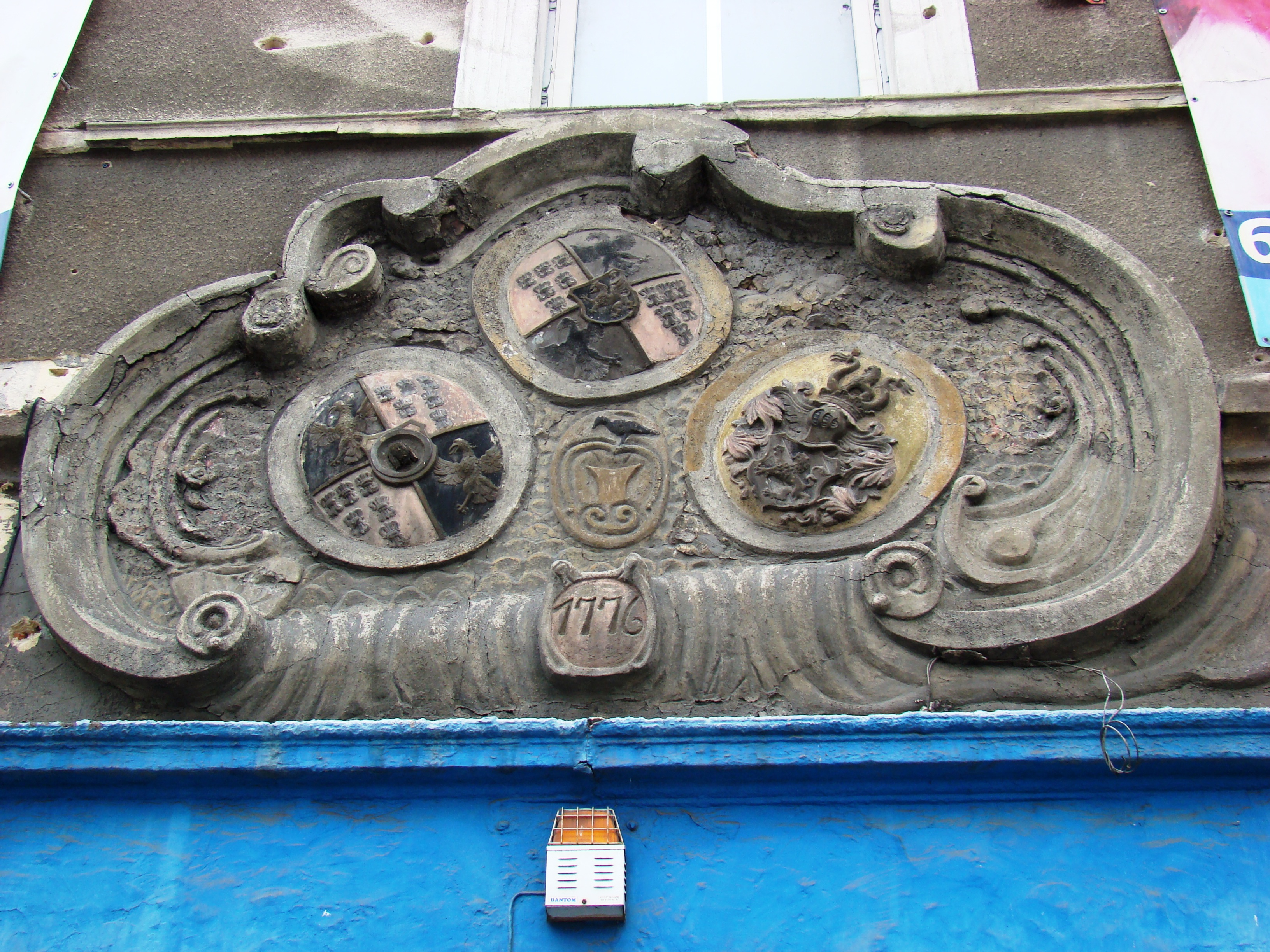
Portal z herbami
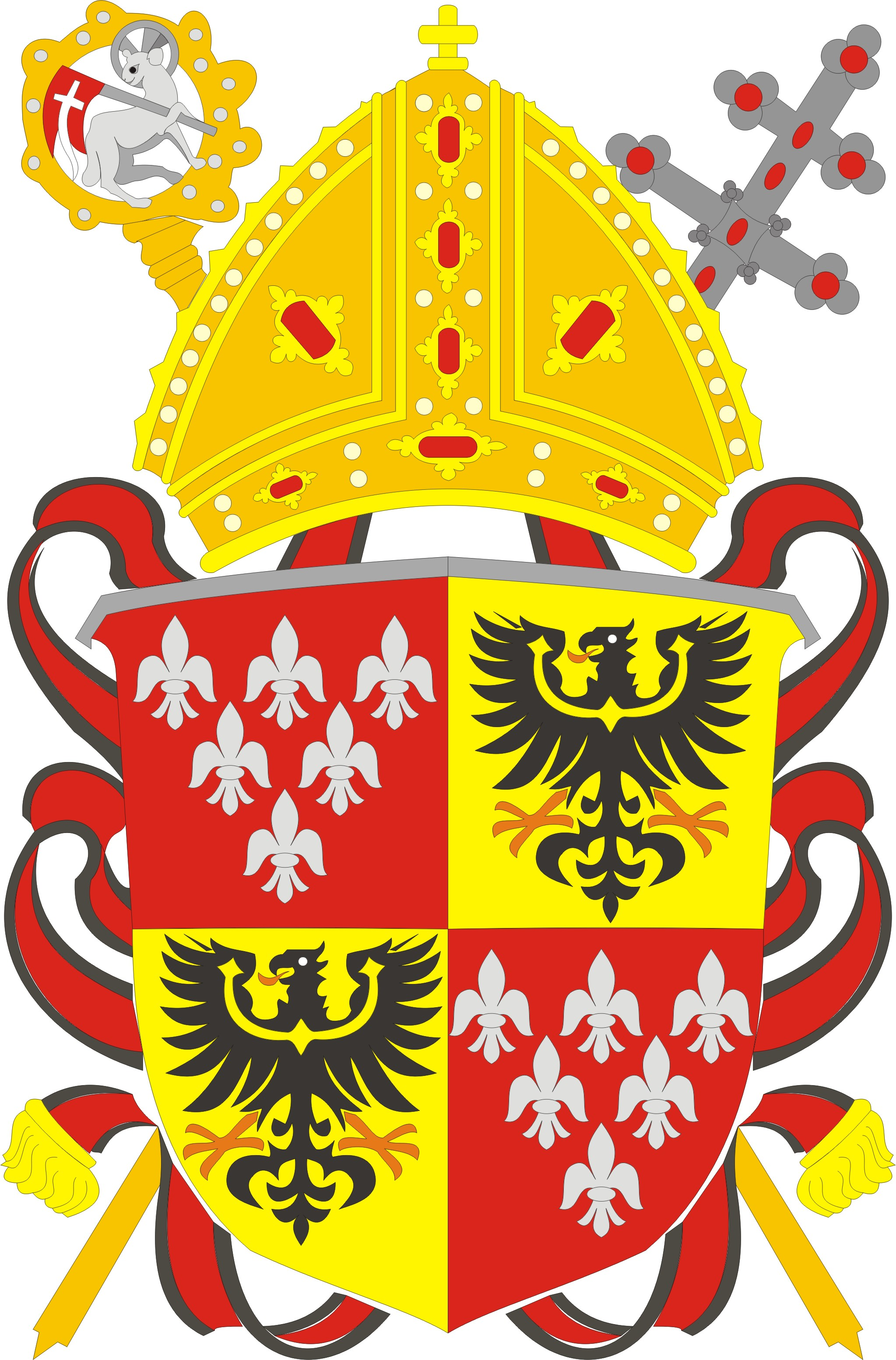
Herb bpa wrocławskiego
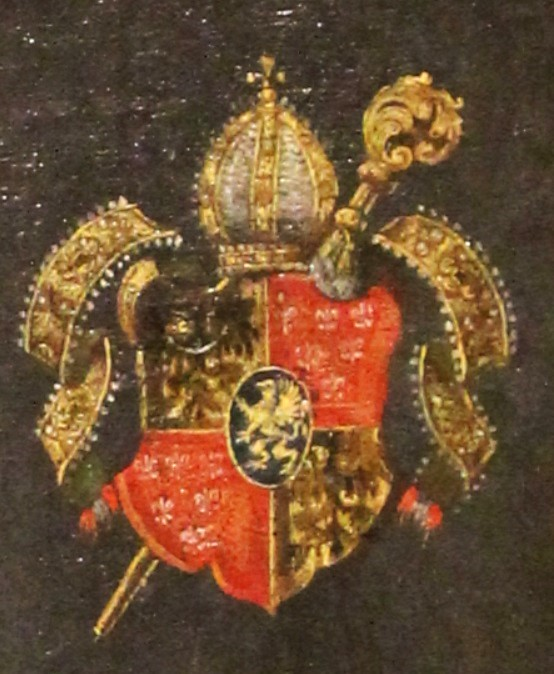
Herb bpa A. Jeriny
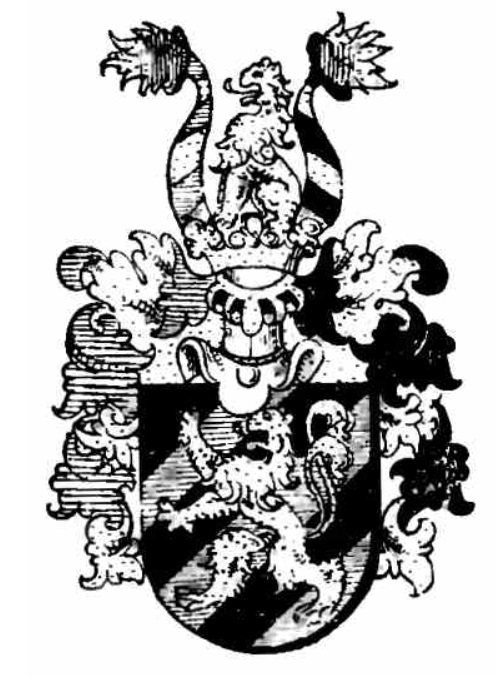
Herb Valentina Hiltpranta